# USS North Dakota (SSN-784)
El USS North Dakota (SSN-784) es un submarino nuclear de ataque de la clase Virginia Bloque III de la Armada de los Estados Unidos. El contrato para construirlo se adjudicó a la división Electric Boat de General Dynamics en Groton, Connecticut, el 14 de agosto de 2003. Su nombre se anunció el 15 de julio de 2008 y su quilla se colocó el 11 de mayo de 2012. Fue puesta a flote el 15 de septiembre de 2013 y fue bautizada el 2 de noviembre de 2013, patrocinada por Katie Fowler, esposa del vicealmirante Jeff Fowler. Fue encargada en Groton, Connecticut, el 25 de octubre de 2014.
El North Dakota es el primero de ocho barcos del Bloque III de la clase Virginia. Aproximadamente el 20 por ciento de Dakota del Norte se rediseñó para reducir los costos de adquisición y aumentar la flexibilidad operativa. Los cambios incluyen el rediseño de la proa de un barco, reemplazando 12 tubos de lanzamiento individuales con dos tubos Virginia Payload de gran diámetro, cada uno capaz de lanzar seis misiles de crucero BGM-109 Tomahawk.

## Historial operativo

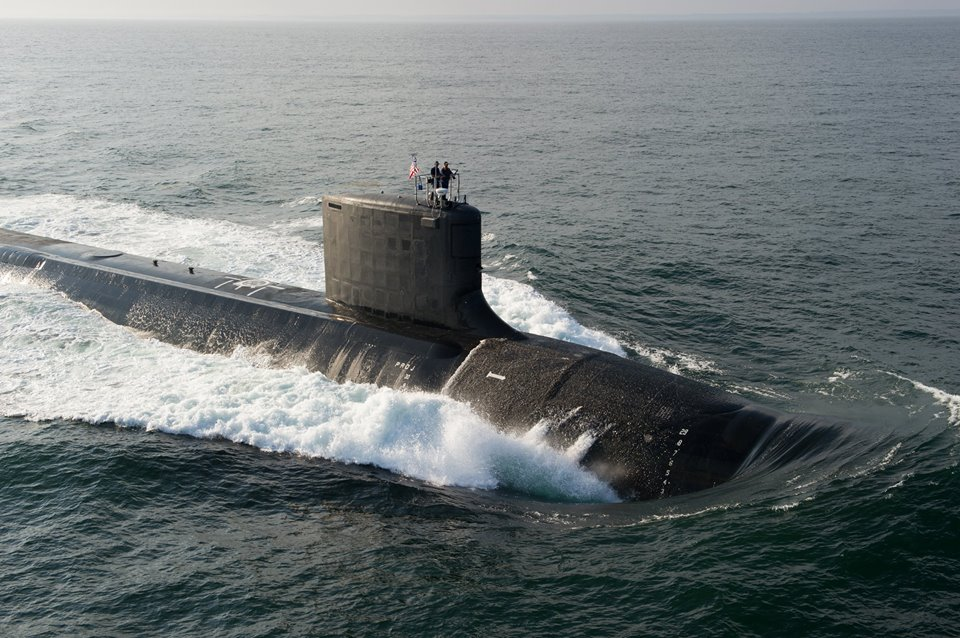
Los marineros examinan el horizonte mientras el USS North Dakota navega por la superficie, justo después de su entrada en servicio, en agosto de 2014.

En enero de 2018, el USS North Dakota experimentó una emergencia médica mientras estaba en el mar, cuando un suboficial intentó suicidarse usando su rifle de servicio para dispararse en el pecho. El barco se lanzó hacia el puerto a través del mal tiempo y, por necesidad, en la superficie para que se pudiera brindar asesoramiento médico al ayudante médico a través de los canales de comunicación. Se encontró con un remolcador cerca de la desembocadura del río Támesis en New London, Connecticut, para trasladar al marinero herido al hospital. Sobrevivió al intento y se informó por última vez que estaba mejorando.